# 卡洛·康阿斯涅米
卡洛·康阿斯涅米（芬蘭語：Kaarlo Kangasniemi，1941年2月4日—），芬兰男子举重运动员。他曾代表芬兰参加1964年、1968年和1972年夏季奥林匹克运动会举重比赛，获得一枚金牌。